# Nguyễn Hữu Thìn
Nguyễn Hữu Thìn (sinh năm 1951) là một sĩ quan cấp cao trong Quân đội nhân dân Việt Nam, hàm Trung tướng, nguyên Chính ủy Tổng cục Kỹ thuật, Bộ Quốc phòng.

## Thân thế và sự nghiệp
Năm 2002, ông giữ chức Phó Tư lệnh về chính trị Binh chủng Tăng-Thiết giáp
Năm 2004, ông đảm nhiệm chức Phó Tư lệnh về chính trị của Quân khu 2.
Năm 2006, bổ nhiệm giữ chức Phó Chính ủy Tổng cục Kỹ thuật, Bộ Quốc phòng.
Năm 2007, bổ nhiệm giữ chức Chính ủy Tổng cục Kỹ thuật, Bộ Quốc phòng.
Thiếu tướng (2004), Trung tướng (2008)
Ông quê xã Thượng Long, huyện Yên Lập, tỉnh Phú Thọ